# Elche
Pour les articles homonymes, voir Elx.
Elche, en castillan, (dénomination officielle bilingue depuis le 3 février 1986) ou Elx [ɛltʃ] en valencien, est une ville d'Espagne, située dans la province d'Alicante (Communauté valencienne). Elle est le chef-lieu de la comarque du Baix Vinalopó et se trouve dans la zone à prédominance linguistique valencienne. Sa population de plus de 230 000 habitants (2013), constitue la deuxième ville de la province et la troisième de la Communauté autonome. La ville est traversée par la rivière Vinalopó.
La ville possède trois éléments du patrimoine de l'Humanité reconnus par l'Unesco : la palmeraie, la plus vaste d'Europe, est le signe le plus représentatif du paysage de la ville, conjointement au drame sacré lyrique d'origine médiévale chanté en langue catalane (avec des morceaux en latin), le Mystère d'Elche, représenté chaque année le 14 et 15 août dans la basilique Sainte-Marie, et enfin le musée de Puçol, situé à 7 km au sud de la ville, et reconnu en 2006.
Un jardin exotique situé au milieu de la ville et dénommé le Huerto del Cura, où se trouve le Palmier impérial , dont le stipe n'est pas unique mais multiple, est également l'un des éléments marquants de l'identité d'Elche.
La Dame d'Elche, l'une des plus anciennes traces de l'art hispanique est également fortement associée à la ville bien qu'elle ait été trouvée sur l'ancien emplacement de la ville romaine, situé en dehors de la ville actuelle.

## Géographie

Localisation d'Elx
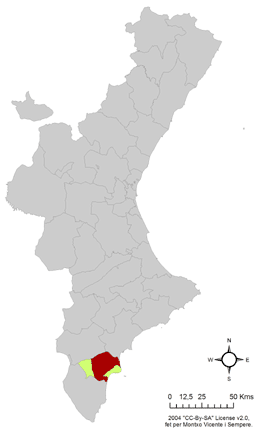
dans la Communauté valencienne.
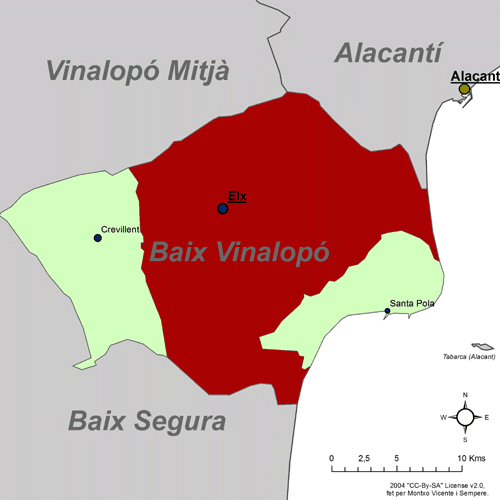
dans la comarque de Baix Vinalopó.

La ville d'Elche se situe au sud-est de la péninsule Ibérique, près de la côte méditerranéenne, dans la province d'Alicante. Elle est à 20 km d'Alicante, à 179 km de Valence et à 409 km de la capitale, Madrid. Les coordonnées de la ville sont latitude : 38° 16′ 01″ N, longitude : 0° 41′ 54″ O, et sa commune a une extension de 326,07 km2.

### Communes limitrophes
| Aspe       | Monforte del Cid | Alicante                           |
| Crevillent | Elche            | Santa Pola, Méditerranée           |
| Dolores    | San Fulgencio    | Guardamar del Segura, Méditerranée |

### Climat
Elche est une ville sujette au climat semi-aride avec une température soutenue toute l'année et un ensoleillement exceptionnel. La moyenne des températures diurnes est de 16 °C en hiver et de 34 °C en été. Les précipitations sont regroupées sur de courtes périodes, surtout au mois de septembre et d'octobre, et ne dépassent pas les 300 mm.

## Histoire
Les premières traces de présence humaine remontent à l'époque du Néolithique, environ 5000 av. J.C., sur le site de La Alcudia, à 3 km au sud de la ville actuelle.
La ville ibère d'Ilici est fondée au Ve siècle av. J.-C.. Elle est conquise par une armée romaine dirigée par Caius Flaminius en 203 av. J.C. Une colonie peuplée des vétérans des guerres cantabres, appelée Colonia Iulia Illici Augusta, se développe aux environs de l'an 26 av. J.C.
Bernat Amat est le premier seigneur d'Elda. La famille Amat d'Alicante est étroitement liée à cette ville.

## Économie
Il s'agit d'une ville dynamique économiquement, notamment grâce au secteur industriel. L'industrie de la chaussure et des produits intermédiaires constitue le véritable moteur économique d'Elx ; en effet, presque la moitié de toutes les chaussures produites en Espagne se fabriquent dans des usines de la commune, qui est l'un des principaux producteurs d'Europe. Les secteurs économiques importants d'Elche sont, outre diverses activités industrielles (métal, chimie, construction...), le commerce, le tourisme et l'agriculture (dattes, grenades, olives), même si celle-ci a perdu de l'importance relative dans le dernier siècle.
Elche a un centre de conférences appelé Ciutat d'Elx, et une université (Université Miguel Hernández d'Elx) spécialisée en sciences.

## Espaces naturels
La commune d'Elche abrite des espaces d'une grande valeur écologique, parmi lesquels le parc naturel El Hondo, le parc naturel municipal du Clot de Galvany et le parc naturel des Salines de Santa Pola. On peut y trouver des itinéraires balisés pour la promenade, des observatoires d'oiseaux et un centre d'interprétation pour réaliser des activités ludiques et pédagogiques.

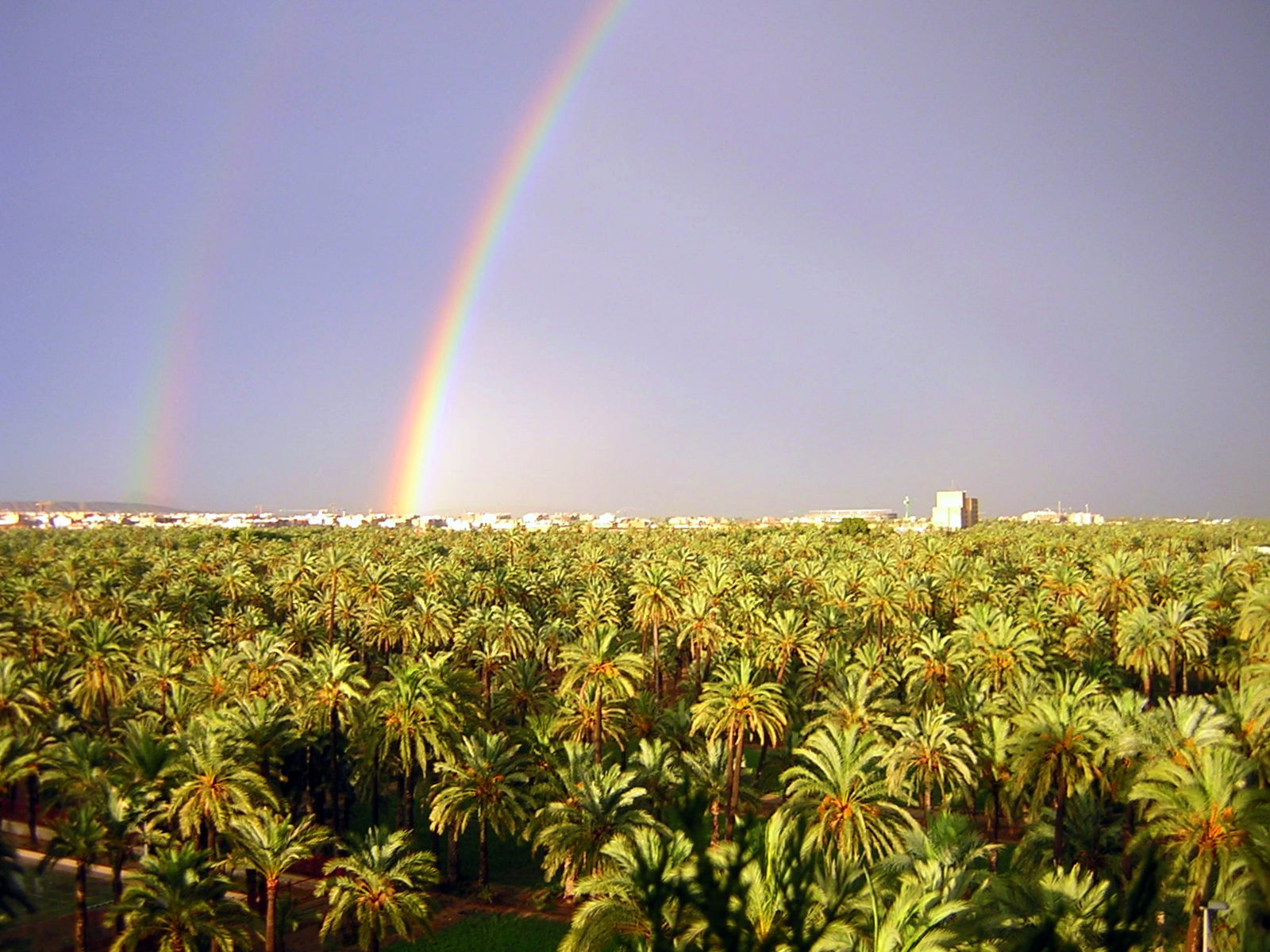
Vue panoramique de la Palmeraie d'Elche.

### La Palmeraie
La palmeraie d'Elche (Palmeral de Elche en espagnol), déclarée patrimoine de l'Humanité par l'UNESCO en 2000, est une grande étendue de palmiers qui se trouve en plein centre-ville. C'est la plus grande d'Europe, plus étendue que certaines palmeraies arabes. Elle est formée de plus de deux cent mille palmiers. On pense que ce sont les Carthaginois qui trouvèrent dans ces terres de la côte méditerranéenne espagnole un lieu propice à cette culture. L'essence dominante à Elche est le dattier Phoenix dactylifera, introduit par les musulmans quand ils occupaient la péninsule Ibérique.

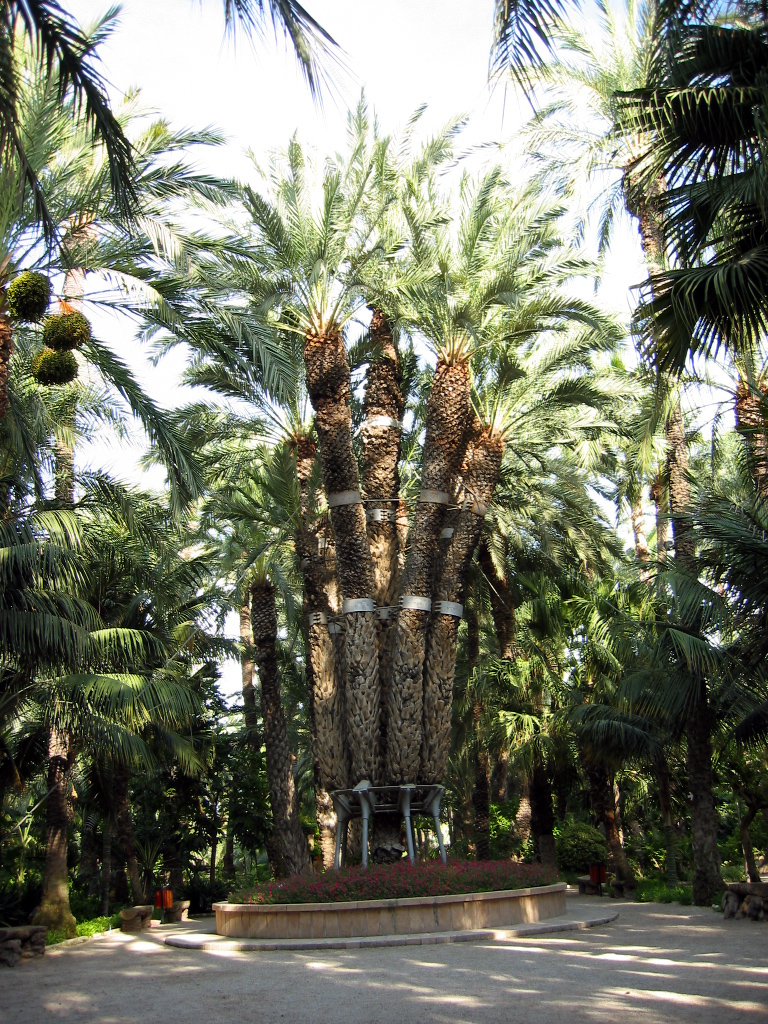
Le Palmier impérial à l'intérieur du Huerto del Cura.

### Le Huerto del Cura
Les plus beaux palmiers et les plus anciens se trouvent dans le Huerto del Cura. Son nom vient de son ancien propriétaire de 1918. Certains spécimens ont plus de 300 ans. Il faut savoir qu'un palmier a une espérance de vie de 250 à 300 ans. Ces palmiers sont de la même espèce que ceux d'Iran. Ce sont des palmier-dattiers et c'est en décembre qu'ils donnent leurs fruits. Par ailleurs, il existe quelques autres espèces tropicales.
Situés dans le Huerto, huit stipes énormes forment une sorte de candélabre qui reçut le nom de Palmier impérial en hommage à l'impératrice Élisabeth d'Autriche-Hongrie (« Sissi »), qui visita le jardin en 1894 et les déclara dignes d'un empire.

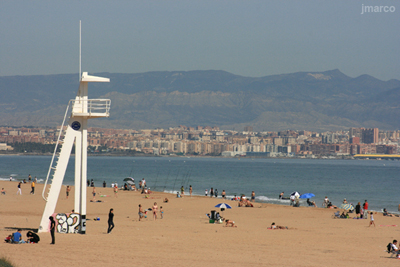
Plage de El Altet.

### Plages
Elche dispose de 9 km de plages de sable en parfait état de conservation. Les plages de l'Altet, Los Arenales del Sol, El Carabasssí, El Pinet, La Marina et Les Pesqueres-El Rebollo, abritent une végétation autochtone et des systèmes dunaires qui forment un paysage de grande valeur.

## Politique et administration
La ville d'Elx comptait 238 000 habitants aux élections municipales du 28 mai 2023. Son conseil municipal (en espagnol : Pleno del Ayuntamiento) se compose donc de 27 élus.

### Maires
| Mandat    | Maire | Maire                       | Parti | Majorité |
| --------- | ----- | --------------------------- | ----- | -------- |
| 1979-1983 |       | Ramón Pastor Castell (es)   | PSOE  | 13 / 27  |
| 1983-1987 |       | Ramón Pastor Castell (es)   | PSOE  | 17 / 27  |
| 1987-1991 |       | Manuel Rodríguez Maciá (es) | PSOE  | 14 / 27  |
| 1991-1995 |       | Manuel Rodríguez Maciá (es) | PSOE  | 16 / 27  |
| 1995-1999 |       | Diego Maciá Antón (es)      | PSOE  | 11 / 27  |
| 1999-2003 |       | Diego Maciá Antón (es)      | PSOE  | 14 / 27  |
| 2003-2007 |       | Diego Maciá Antón (es)      | PSOE  | 15 / 27  |
| 2007-2011 |       | Alejandro Soler Mur (es)    | PSOE  | 13 / 27  |
| 2011-2015 |       | Mercedes Alonso García (es) | PP    | 14 / 27  |
| 2015-2019 |       | Carlos González Serna (es)  | PSOE  | 8 / 27   |
| 2019-2023 |       | Carlos González Serna (es)  | PSOE  | 12 / 27  |
| 2023-2027 |       | Pablo Ruz                   | PP    | 11 / 27  |

## Démographie
Elche compte 288 550 habitants (2012), ce qui en fait la 3e ville la plus peuplée de la communauté valencienne et la 17e d'Espagne. Juste derrière L'Hospitalet et juste devant Grenade.

## Patrimoine culturel

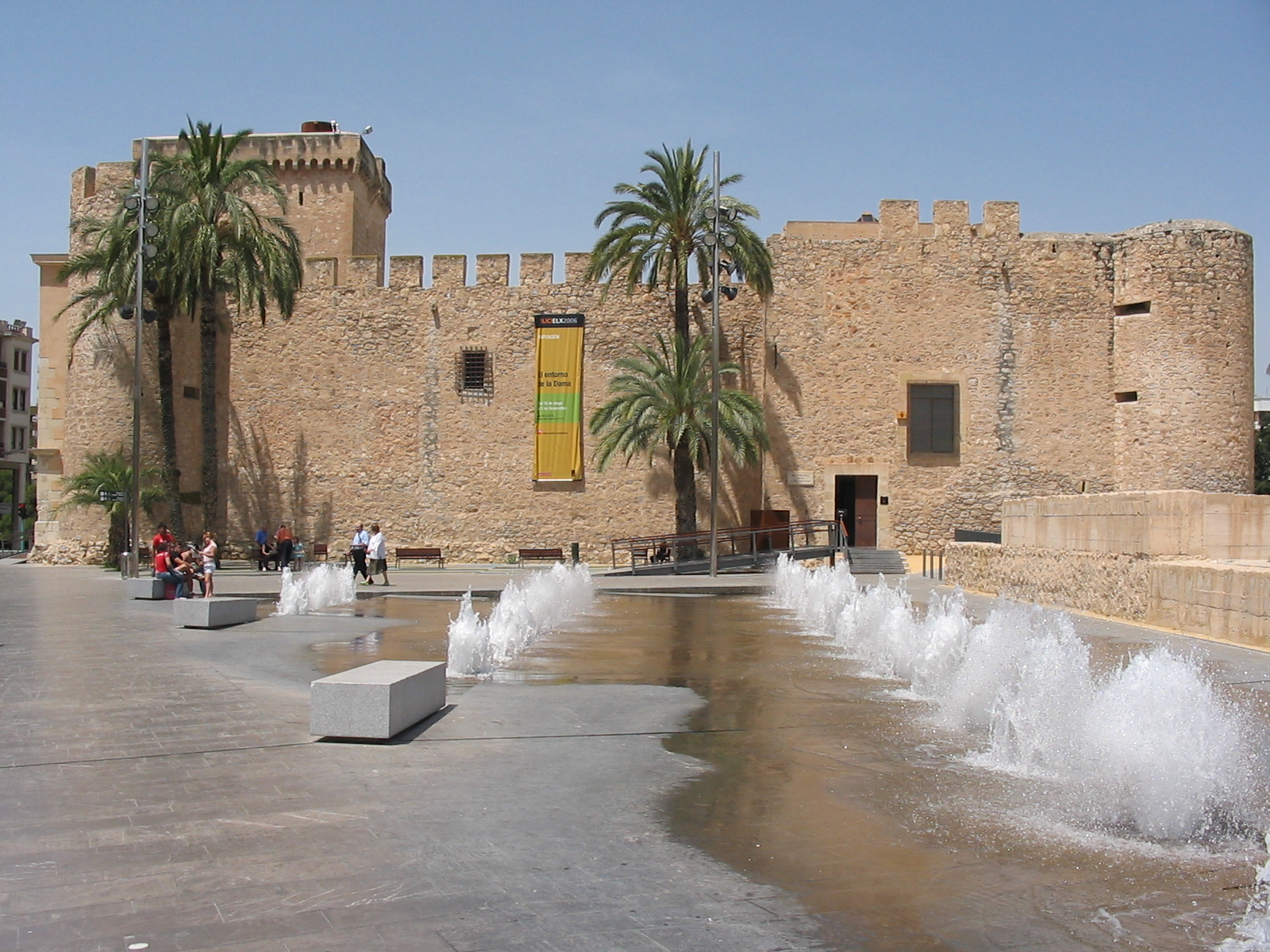
Le chateau d'Altamira, siège du musée d'archéologie et d'histoire d'Elche, le MAHE.

### Musées
Le réseau complet de musées d'Elche permet de voyager à travers l'histoire et les traditions de la ville avec des espaces consacrés à l'art, aux aspects les plus particuliers de la culture arabe, à l'ancienne Illice et aux manifestations de vie primitives, entre autres.
Le musée d'archéologie et d'histoire d'Elche (MAHE) est un espace moderne dédié au patrimoine archéologique et historique recueillis à Elche. Il atteste la richesse des différentes civilisations qui peuplèrent la ville ainsi que de l'histoire la plus récente de cette ancienne ville. Le MAHE associe l'exposition de pièces archéologiques à la technologie moderne pour créer un espace culturel et didactique d'avant-garde.

### Le Mystère d'Elche

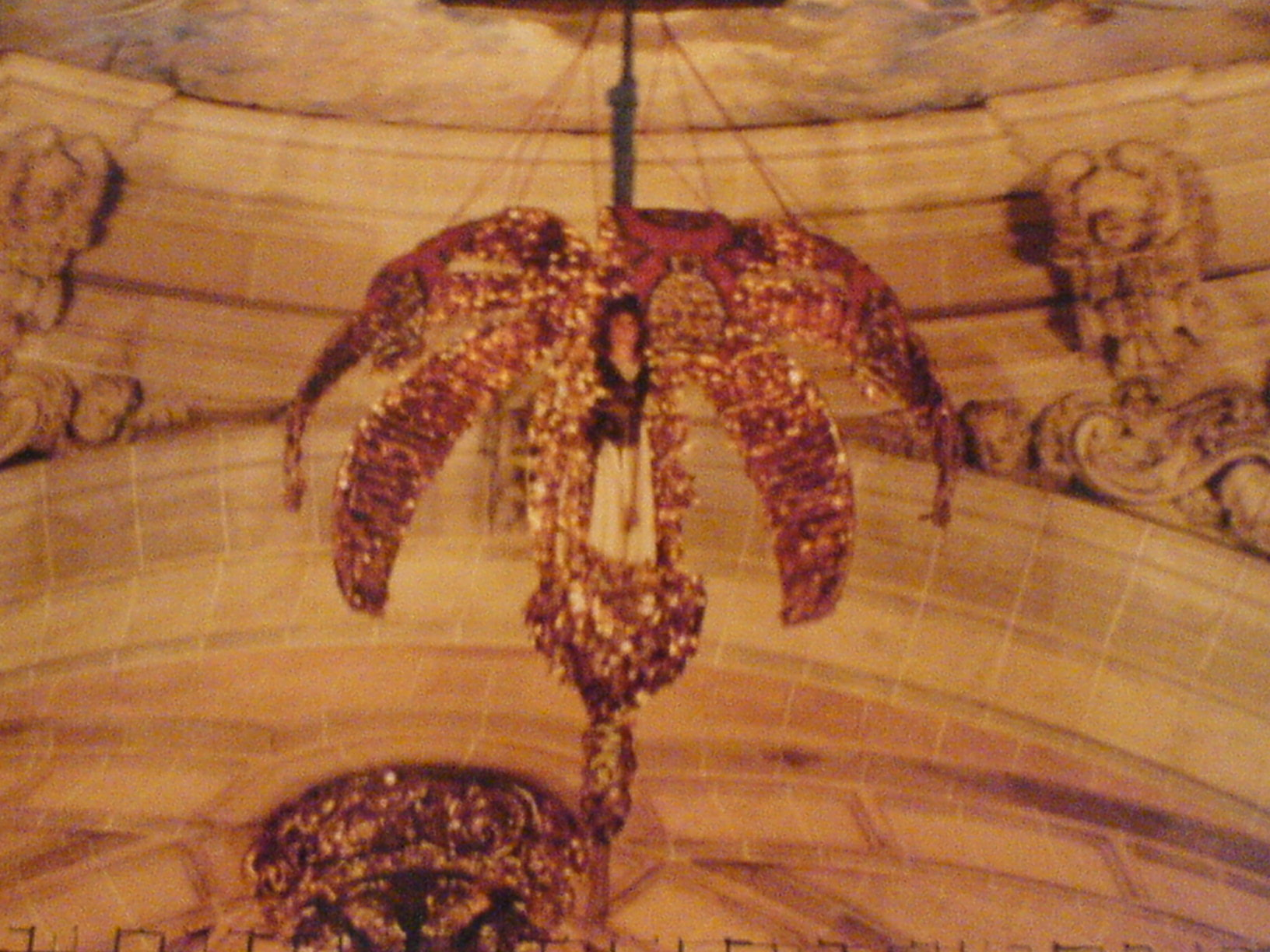
La descente de l'Ange dans la grenade (Mangrana).

Le Mystère d'Elche, ou La Festa (en espagnol Misterio de Elche) est une représentation théâtrale (un mystère). L'œuvre est donnée chaque 14 et 15 août dans la Basílica de Santa Maria et on y met en scène la Mort, l'Assomption et le Couronnement de la Vierge. Il est représenté depuis le Moyen Âge. La musique est un amalgame de styles de différentes époques qui incluent des motifs du Moyen Âge, du Baroque et de la Renaissance. Il a été déclaré Patrimoine oral et immatériel de l'humanité par l'UNESCO en 2001.

### Fêtes
Les fêtes se déroulent pendant la semaine du 13 août, avec une ambiance rythmée et des feux d'artifice.

## Sports
Le plus célèbre club sportif de la ville de Elche est l'Elche Club de Football (Elche Club de Fútbol SA), aujourd'hui en première division de la liga (LFP). Mais l'année de la construction de son nouveau stade, appelé Stade Martínez-Valero (39 750 places) de football, il fut relégué en deuxième division. En 1969 fut finaliste de la Coupe d'Espagne.

## Transports/Accès

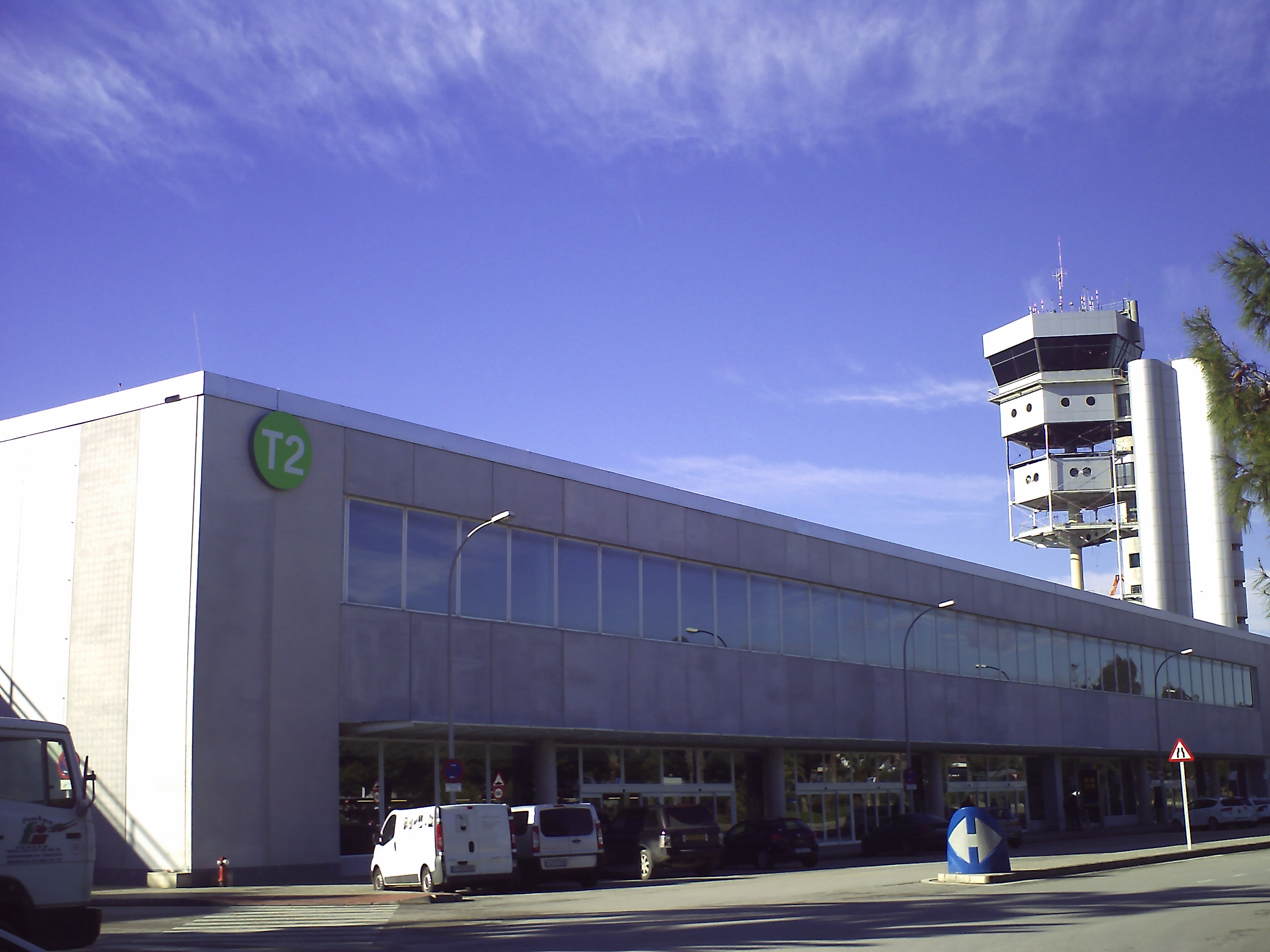
Terminal 2 de l'aéroport d'Alicante.

L'aéroport Alicante El Altet (code AITA : ALC) est situé à 12 km du centre-ville et est desservi par plusieurs sociétés low cost telle que Ryanair. Il est accessible par l'autoroute A-7 et des navettes par autocars assurent la liaisons avec la ville.

## Jumelages
- Jaca (Espagne)
- Oran (Algérie)
- Toulouse (France)[6]
- Subotica (Serbie)

## Personnalités
- Isabel Fernandez, judoka, médaille d'or aux Jeux Olympiques
- Mireia Mollà, femme politique
- Saúl Ñíguez, footballeur
- Josefina Manresa (1916-1987), écrivaine, décédée à Elx[7].

## Galerie

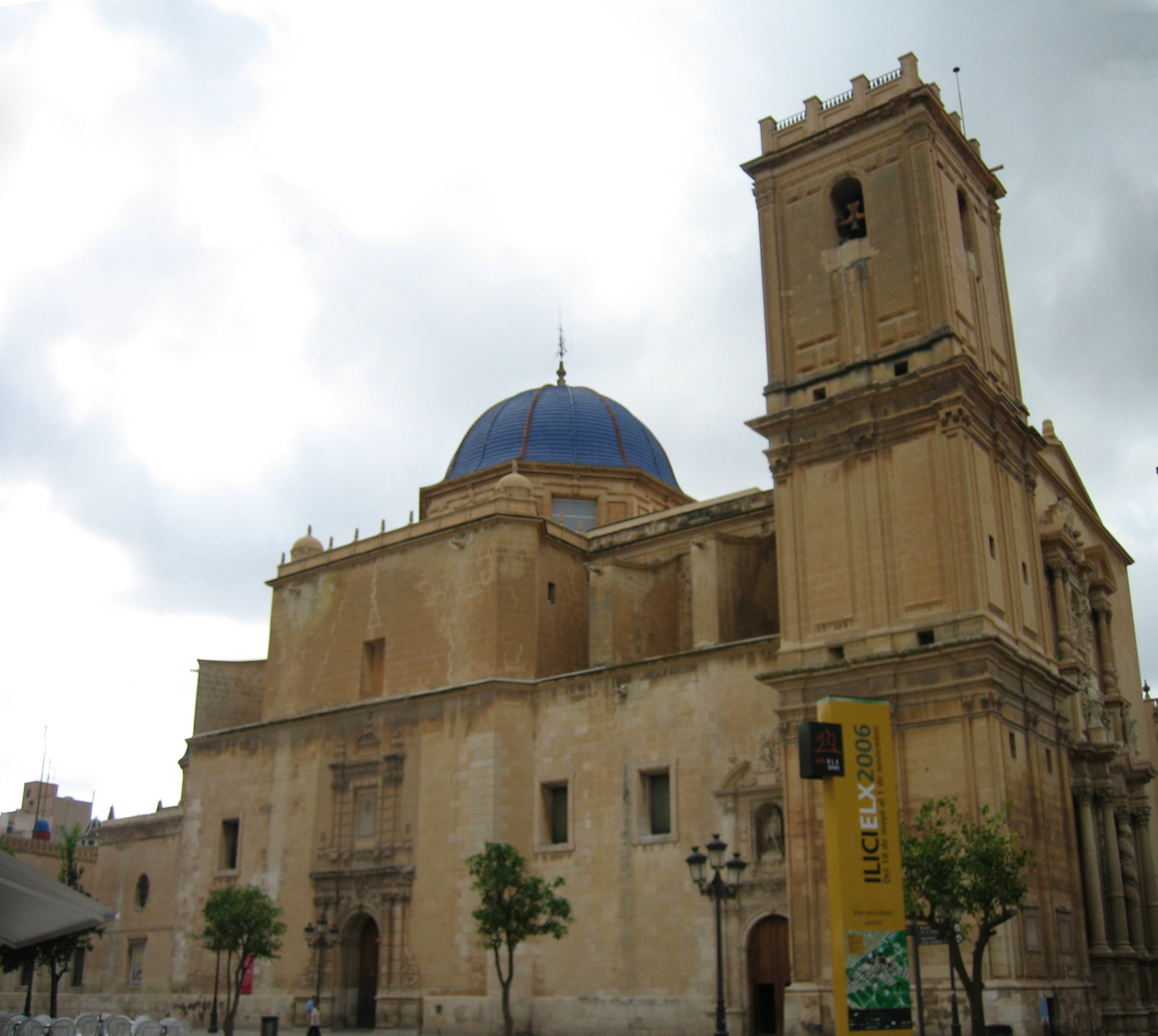
Basilique Sainte-Marie.
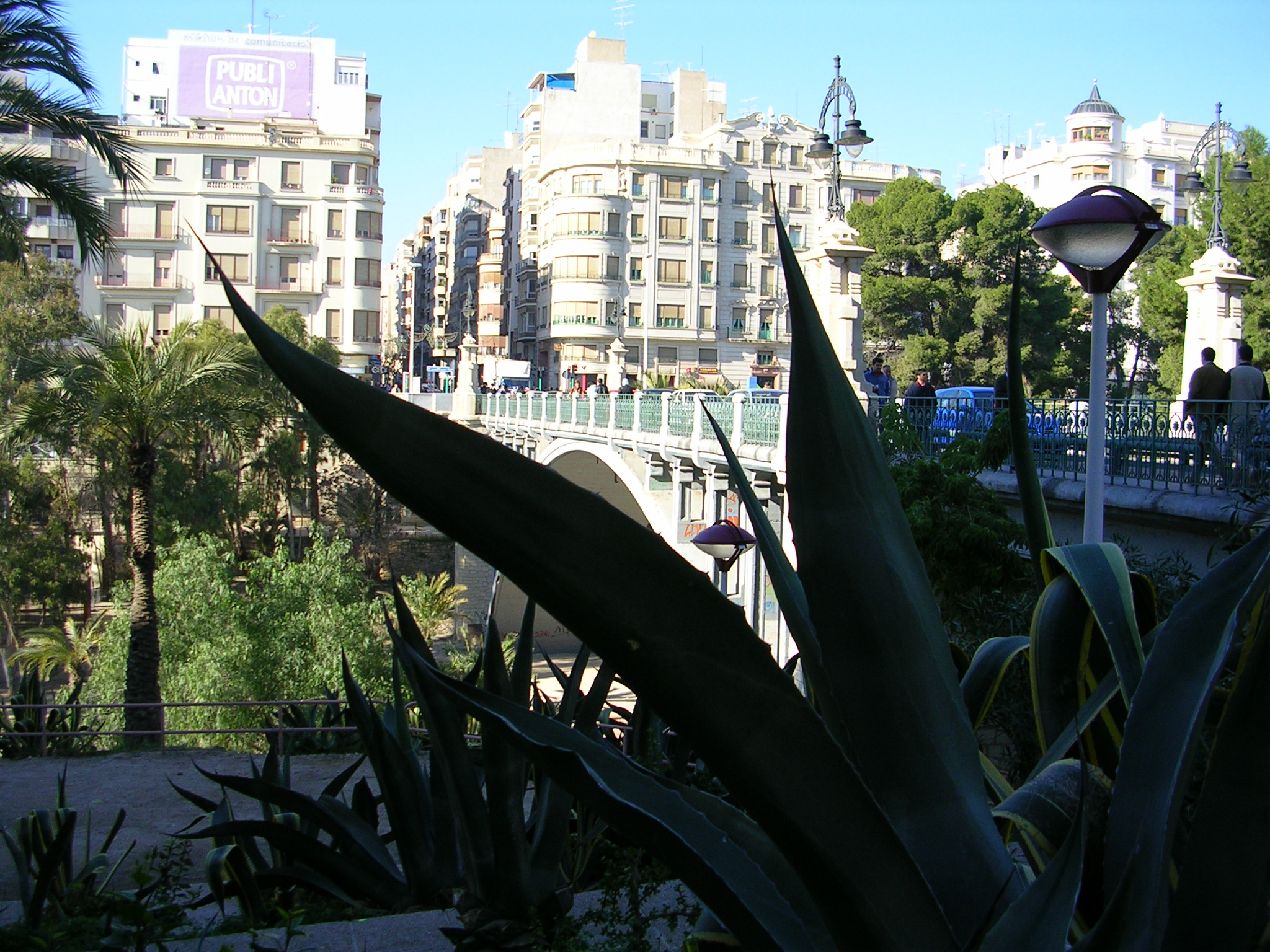
Elx sur le Vinalopó.
La Palmeraie d'Elche.
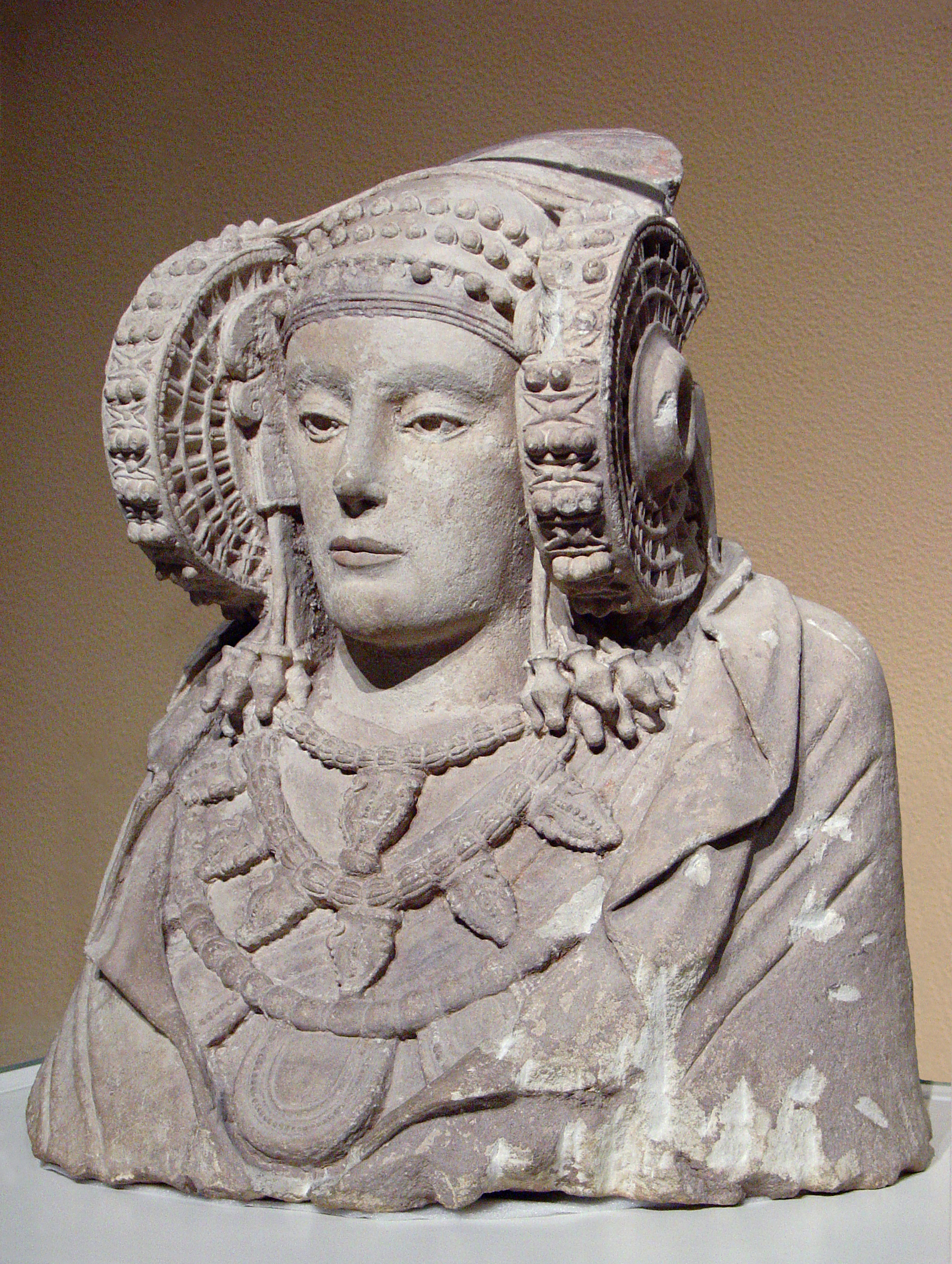
Dame d'Elche.
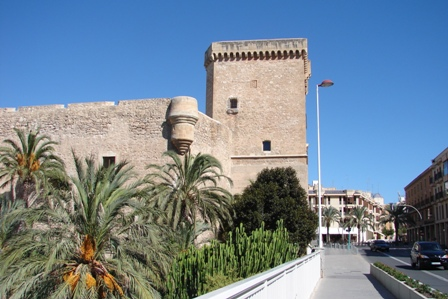
Château d'Altamira.
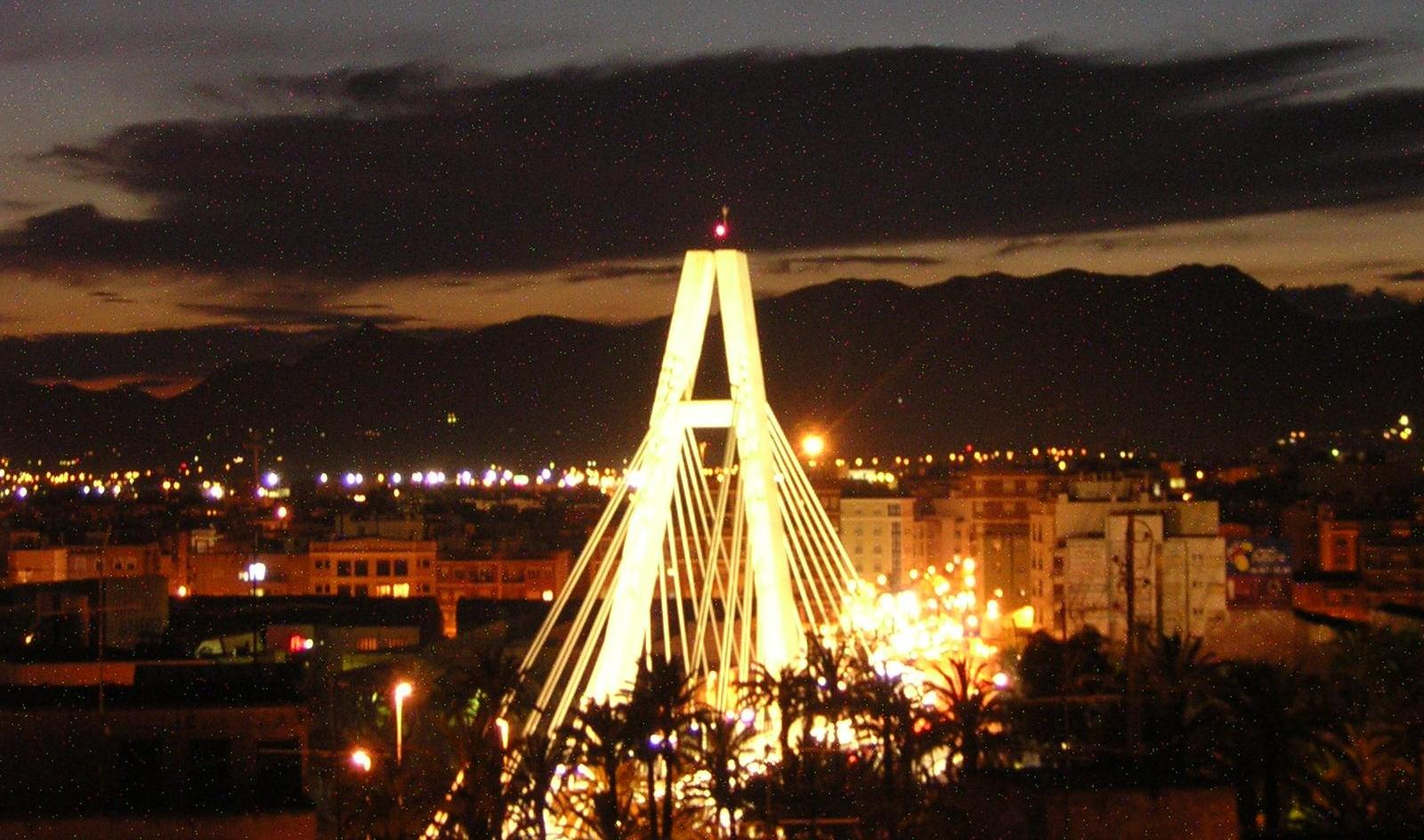
Pont de la Généralité valencienne.
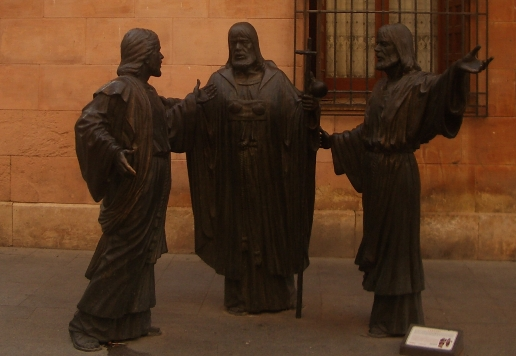
Sculpture représentant le Mystère d'Elche.
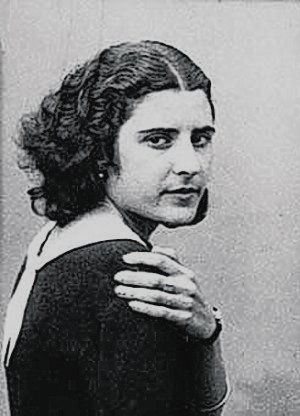
Josefina Manresa, femme de lettres, décédée en 1987 à Elx.

### Sources
- (es) Cet article est partiellement ou en totalité issu de l’article de Wikipédia en espagnol intitulé « Elche » (voir la liste des auteurs).